# New Mexico Bowl 2019
Match précédent Match suivant
Le New Mexico Bowl 2019 est un match de football américain de niveau universitaire joué après la saison régulière de 2019, le 21 décembre 2019 au Dreamstyle Stadium de Albuquerque dans l'État du Nouveau-Mexique aux États-Unis.
Il s'agit de la 14e édition du New Mexico Bowl.
Le match met en présence l'équipe des Chippewas de Central Michigan issue de la Mid-American Conference et l'équipe des Aztecs de San Diego State issue de la Mountain West Conference.
Il débute à 14 heures locales et est retransmis à la télévision par ESPN.
L'édition 2019 ne possède pas de sponsor du nom du bowl, la société DreamHouse pressentie s'étant révélée être une entreprise frauduleuse.
San Diego State gagne le match sur le score de 48 à 11.

## Présentation du match
| Équipes                                                                                               | Conférences | Entraîneurs     | Stats. saison rég. | Classements avant le bowl | Classements avant le bowl | Classements avant le bowl |
| --- | ----------- | --------------- | ------------------ | ------------------------- | ------------------------- | ------------------------- |
| Équipes                                                                                               | Conférences | Entraîneurs     | Stats. saison rég. | CFP                       | AP                        | Coaches                   |
| Chippewas de Central Michigan                                                                         | MAC         | Jim McElwain    | 8 - 4              | NC                        | NC                        | NC                        |
| Aztecs de San Diego State                                                                             | MWC         | Rocky Long (en) | 9 - 3              | NC                        | NC                        | NC                        |
| Arbitre : Adam Savoie (AAC) Équipe donnée favorite par les bookmakers : San Diego State par 3½ points |             |                 |                    |                           |                           |                           |

Il s'agit de la première rencontre entre ces deux équipes

### Chippewas de Central Michigan
Avec un bilan global en saison régulière de 8 victoires et 4 défaites (6-1 en matchs de conférence), Central Michigan est éligible et accepte l'invitation pour participer au New Mexico Bowl de 2019. Ils terminent 1er de la West Division de la Mid-American Conference mais perdent ensuite 21 à 26 la finale de conférence contre les Redhawks de Miami. À l'issue de la saison 2019, ils n'apparaissent pas dans les classements CFP, AP et Coaches.
C'est leur première apparition au New Mexico Bowl.
| Postes      | Joueurs         | Statistiques                                                      |
| ----------- | --------------- | ----------------------------------------------------------------- |
| Quarterback | Quinten Dormady | 179/268 passes réussies pour 2 148 yards, 14 TDs, 6 interceptions |
| Coureur     | Jonathan Ward   | 174 courses pour 1 082 yards nets gagnés et 15 TDs                |
| Receveur    | Kalil Pimpleton | 79 réceptions pour 823 yards et 6 TDs                             |

### Aztecs de San Diego State
Les Aztecs terminent 2e de la West Division de la Mountain West Conference derrière les Rainbow Warriors d'Hawaï. Avec un bilan global en saison régulière de 9 victoires et 3 défaites (5-3 en matchs de conférence), San Diego State est éligible et accepte l'invitation pour participer au New Mexico Bowl de 2019. À l'issue de la saison 2019, ils n'apparaissent pas dans les classements CFP, AP et Coaches.
C'est leur première apparition au New Mexico Bowl.
| Postes      | Joueurs          | Statistiques                                                      |
| ----------- | ---------------- | ----------------------------------------------------------------- |
| Quarterback | Ryan Agnew       | 216/340 passes réussies pour 2 175 yards, 11 TDs, 5 interceptions |
| Coureur     | Juwan Washington | 150 courses pour 500 yards nets gagnés et 2 TDs                   |
| Receveur    | Kobe Smith       | 57 réceptions pour 673 yards et 4 TDs                             |

## Résumé du match
Résumé, vidéo et photos sur la page du site francophone The Blue Pennant.
Début du match à 12 h 02, fin à 15 h 30 pour une durée totale de jeu de 03 h 28 min.
Températures de 6 °C, vent de NO de 6 km/h, ensoleillé
| QT            | Temps         | Drive         | Drive         | Drive         | Équipe        | Description de l'action | Score | Score |
| ------------- | ------------- | ------------- | ------------- | ------------- | ------------- | --- | ----- | ----- |
| QT            | Temps         | Jeux          | Yards         | TDP           | Équipe        | Description de l'action | CMU   | SDSU  |
| 1             | 12:34         | 4             | 32            | 01:43         | SDSU          | TD de 22 yards par WR Jesse Matthews à la suite d'une réception de passe de QB Ryan Agnew + 1 point de conversion par K Matt Araiza                    | 0     | 7     |
| 1             | 10:40         | 5             | 60            | 01:54         | CMU           | FG de 32 yards par K Ryan Tice | 3     | 7     |
| 2             | 11:46         | 10            | 58            | 03:46         | SDSU          | FG de 48 yards par K Matt Araiza | 3     | 10    |
| 2             | 06:22         | 11            | 56            | 04:29         | SDSU          | FG de 31 yards par K Matt Araiza | 3     | 13    |
| 2             | 05:26         | 1             | 74            | 00:13         | SDSU          | TD de 74 yards par R Jesse Matthews à la suite d'une réception de passe de QB Ryan Agnew + 1 point de conversion par K Matt Araiza                     | 3     | 20    |
| 3             | 09:51         | 4             | 58            | 02:13         | SDSU          | TD à la suite d'une course de 2 yards par Jordan Byrd + 1 point de conversion par K Matt Araiza                                                        | 3     | 27    |
| 3             | 06:24         | 5             | 39            | 02:34         | SDSU          | TD de 29 yards par WR TJ Sullivan à la suite d'une réception de passe de QK Ryan Agnew + 1 point de conversion par K Matt Araiza                       | 3     | 34    |
| 3             | 05:13         | 3             | 75            | 01:11         | CMU           | TD à la suite d'une course de 66 yards par RB Kobe Lewis + 2 points de conversion à la suite d'une passe de QB Quinten Dormady vers WR Kalil Pimpleton | 11    | 34    |
| 3             | 01:42         | 2             | 58            | 00:45         | SDSU          | TD à la suite d'une course de 2 yards par RB Chase Jasmin + 1 point de conversion par K Matt Araiza                                                    | 11    | 41    |
| 4             | 05:16         | 1             | 11            | 00:20         | SDSU          | TD à la suite d'un fumble adverse de RB Kobe Lewis, récupéré et retourné sur 20 yards par CB Darren Hall + 1 point de conversion par K Matt Araiza     | 11    | 48    |
| Score final : | Score final : | Score final : | Score final : | Score final : | Score final : | Score final : | 11    | 48    |

## Statistiques
| Systèmes | Noms           | Postes | Équipes         |
| -------- | -------------- | ------ | --------------- |
| Attaque  | Jordan Byrd    | RB     | San Diego State |
| Attaque  | Jesse Matthews | WR     | San Diego State |
| Défense  | Kyahva Tezino  | LB     | San Diego State |

| Statistiques                           | Chippewas de Central Michigan                             | Aztecs de San Diego State                               |
| -------------------------------------- | --------------------------------------------------------- | ------------------------------------------------------- |
| 1er down                               | 8                                                         | 24                                                      |
| 1er down à la course                   | 2                                                         | 9                                                       |
| 1er down à la passe                    | 4                                                         | 12                                                      |
| 1er down suite pénalité                | 2                                                         | 3                                                       |
| Conversion de 3e down                  | 4/16                                                      | 6/16                                                    |
| Conversion de 4e down                  | 0/1                                                       | 0/0                                                     |
| Jeux–yards                             | 57 jeux pour 277 yards                                    | 76 jeux pour 510 yards                                  |
| Yards à la course                      | 27 courses pour 112 yards moyenne de 4.1 yards par course | 45 courses pour 223 yards moyenne de 5 yards par course |
| Yards à la passe                       | 165                                                       | 287                                                     |
| Passes : Réussies-Tentées-Interceptées | 12/30 passes complétées, 3 interceptions                  | 18/31 passes complétées, 1 interception                 |
| Réussite en zone rouge/chances         | 1/2                                                       | 3/4                                                     |
| TD                                     | 1                                                         | 6                                                       |
| Field Goals                            | 1/1                                                       | 2/2                                                     |
| Sacks (Nombre-Yards)                   | 1 pour 4 yards adverses perdus                            | 3 pour 20 yards adverses perdus                         |
| Fumbles (Nombre/Perdus)                | 3/2                                                       | 0/0                                                     |
| Pénalités (Nombre/Yards perdus)        | 10 pour 86 yards perdus                                   | 6 pour 65 yards perdus                                  |
| Temps de possession                    | 21:41                                                     | 38:19                                                   |

| Chippewas de Central Michigan |                 |                                                                                         |
| Quarterback                   | Dormady Quinten | 11/26 passes complétées, 164 yards, 1 interception, 0 TD, 3 sacks subis                 |
| Meilleur coureur              | Lewis Kobe      | 5 courses pour 97 yards nets gagnés, 1 TD, moyenne de 19.4 yards/course                 |
| Meilleur receveur             | Pimpleton Kalil | 3/7 réceptions pour 71 yards gagnés, 0 TD                                               |
| Meilleur tackler              | Jamison D.      | 7 tacles dont 5 en solo                                                                 |
| Aztecs de San Diego State     |                 |                                                                                         |
| Quarterback                   | Agnew Ryan      | 18/31 passes complétées, 287 yards, 1 interception, 3 TDs, 1 sack subi                  |
| Meilleur coureur              | Byrd Jordan     | 17 courses pour 139 yards nets gagnés, 1 TD, moyenne de x yards/course                  |
| Meilleur receveur             | Matthews Jesse  | 3/7 réceptions pour 111 yards gagnés, 2 TDs                                             |
| Meilleur tackler              | Hall Darren     | 6 tacles dont 5 en solo, 1 TFL (7 yards), 1 sack (7 yards) et 1 FR pour 20 yards gagnés |